# Tamara Gruzijska
Tamara Gruzijska ali Tamara Velika je bila kraljica Gruzije od leta 1184 do leta 1213, v času gruzijske zlate dobe. S svojo energično politiko se je uspešno spoprijela z notranjimi in zunanjimi nasprotniki. Njeno cesarstvo je obvladovalo Kavkaz do propada ob vpadih Mongolov v desetletjih po njeni smrti.
Tamara je zaradi svojih vojaških uspehov in kulturnih dosežkov, združenih s svojo vlogo vladarice, postala predmet idealiziranja in romantiziranja v gruzijski umetnosti in zgodovinskem spominu. Ostaja pomemben simbol gruzijske ljudske kulture, Gruzijska pravoslavna cerkev pa jo je kanonizirala kot sveto pravično kraljico Tamaro.
Tamara se je poročila dvakrat, najprej s princem Jurijem, kijevskim Rusom, od katerega se je ločila in ga izgnala iz države. Leta 1191 se je poročila z alanskim princem Davidom Soslanom, s katerim je imela dva otroka, Jurija in Rusudana, ki sta nasledila gruzijski prestol.
1. ↑  Pennington, Reina; Higham, Robin D.S. (2003). Amazons to Fighter Pilots: A Biographical Dictionary of Military Women. Zv. 2. Greenwood Press. str. 428. ISBN 0-313-32708-4. Pridobljeno 17. januarja 2018.